# 杉並区立高井戸第二小学校
杉並区立高井戸第二小学校（すぎなみくりつ たかいどだいにしょうがっこう）は、東京都杉並区久我山4丁目にある公立小学校。

## 概要
高井戸第二小学校は、杉並区の南西部に位置する久我山にあり、京王井の頭線久我山駅から北へ徒歩約5分。周辺地域は閑静な住宅街となっている。
2024年5月1日時点で通常学級数23、特別支援学級数5、児童数743名。
2020年に開校120周年式典が行われ、ハンカチを全員に配布し、ドローンによる上空からの記念撮影も行われた。

## 沿革
- 1901年（明治34年）5月6日 - 東京府豊多摩郡高井戸第二尋常小学校を設立。校舎は、木造わらぶき平屋建。
- 1926年（大正15年）7月 - 町制を敷き校名を高井戸第二尋常小学校に改称。
- 1932年（昭和7年） 9月29日 - 木造瓦ぶき二階建教室4を増築、校地拡張。
- 1932年（昭和7年）10月1日 - 杉並区に編入、校名を東京市高井戸第二尋常小学校に改称。
- 1939年（昭和14年）4月1日 - 高井戸第四小学校設立、児童473名分離。
- 1941年（昭和16年）4月1日 - 東京市高井戸第二国民学校に改称。
- 1943年（昭和18年）7月1日 - 東京都高井戸第二国民学校に改称。
- 1947年（昭和22年）4月1日 - 東京都杉並区立高井戸第二小学校に改称。
- 1952年（昭和27年）4月1日 - 松庵小学校設立、児童332名分離。
- 1954年（昭和29年）4月1日 - 富士見丘小学校設立、4年生以上の児童197名分離。
- 1962年（昭和37年）9月3日 - 特殊教育として久我山学級開設 児童数17名、区内設置校5校。
- 1965年（昭和40年）3月15日 - 鉄筋第一期完成（教室9、管理2）。
- 1967年（昭和42年）3月31日 - 鉄筋第二期完成（教室10、管理2、給食室）。
- 1969年（昭和44年）3月31日 - 鉄筋第三期完成、プール浄化槽完成。
- 1970年（昭和45年）3月31日 - 鉄筋第四期完成、体育館完成。
- 1975年（昭和50年）2月18日 - 鉄筋第五期完成（特殊教育教室、図書、図工、音楽、視聴覚室）。
- 1978年（昭和53年）4月1日 - 久我山小学校設立、児童335名分離。
- 2000年（平成12年）6月 - 水泳授業中に水難事故が発生。
- 2014年（平成26年）4月 - 現校舎完成。
- 2015年（平成27年）2月 - 二期工事（校庭）を含む校舎改築工事が全面完了。
- 2020年（令和2年）10月 - 開校120周年式典。

## 部活動
- サッカー部
- チアリーディング部
- ミニバスケットボール部
- 野球部

## 通学区域
- 宮前4丁目15番,16番,34番、宮前5丁目全域、松庵1丁目1番,2番,22番,23番、久我山2丁目12～18番,27番,28番、久我山3丁目全域、久我山4丁目1～17番,38～50番、久我山5丁目37～39番[2]。

## 進学先中学校
- 杉並区立西宮中学校[3]。
- 杉並区立富士見丘中学校

## 校区内の主な施設
- 杉並区立西宮中学校
- 杉並区立宮前図書館
- 京王井の頭線久我山駅